# Coberta del nucli

Vas del reactor MYRRHA i les seves parts internes

Una coberta del nucli és un cilindre d'acer inoxidable que envolta el nucli d'un reactor nuclear la funció principal del qual és dirigir el flux d'aigua de refrigeració. El nucli del reactor nuclear és on tenen lloc les reaccions nuclears. Com que les reaccions són exotèrmiques, es necessita aigua freda per evitar que el nucli del reactor es fongui. La coberta del nucli ajuda dirigint aquesta aigua freda cap al nucli del reactor, proporcionant estabilitat a les reaccions nuclears.

## Estructura
La coberta del nucli es compon de múltiples escuts tèrmics cilíndrics apilats uns sobre els altres. Entre cada escut tèrmic hi ha una placa cilíndrica horitzontal d'acer inoxidable que ajuda a mantenir els escuts tèrmics al seu lloc. A continuació, les plaques es solden amb els escuts tèrmics de manera que creïn una estructura sòlida. Aleshores s'utilitzen cargols d'unió verticals per reforçar cada placa horitzontal amb els seus escuts tèrmics adjacents, estabilitzant la coberta del nucli cilíndric. Els escuts tèrmics són necessaris perquè la coberta del nucli existeix a prop del nucli del reactor nuclear on la calor és constantment present. Els escuts tèrmics eviten que la calor danyi la coberta del nucli absorbint o reflectint la calor.
Les parets de la coberta del nucli són relativament primes, de tres a cinc centímetres de gruix. Això es deu al fet que la coberta del nucli no està construïda per suportar grans quantitats de pressió durant llargs períodes, de manera que les parets més gruixudes serien innecessàries per a la funció del nucli.

## Funció

### Direcció del flux d'aigua
La funció principal de la coberta del nucli és dirigir el corrent del flux d'aigua dins del recipient a pressió del reactor. L'aigua freda es bombeja al recipient a pressió del reactor des d'una font d'aigua exterior. L'aigua freda flueix entre la paret del recipient a pressió del reactor i la paret exterior de la coberta del nucli on es troba amb els conjunts de combustible. És aquí on s'escalfa l'aigua freda i l'aigua escalfada torna a fluir per la bretxa entre la paret del recipient a pressió del reactor i la paret exterior de la coberta del nucli. Això crea vapor, ja que l'aigua s'escalfa, que després s'utilitza per accionar la turbina de vapor, que alimenta el generador i crea electricitat. En dirigir l'aigua freda al recipient a pressió del reactor i permetre que l'aigua escalfada pugi i s'evapori, la coberta del nucli haurà refredat amb èxit les reaccions nuclears.

### Nivell d'aigua
Perquè el nucli del reactor es mantingui fresc, de vegades es necessita aigua en major quantitat, donant lloc a un efecte semblant a una inundació al mateix recipient del reactor. La coberta del nucli ha de ser capaç de mantenir la seva força quan el recipient s'inunda perquè el nucli del reactor no es fongui. La coberta del nucli s'ha de construir per suportar la pressió de l'aigua addicional perquè, si es col·lapsa, els conjunts de combustible no podrien refredar-se correctament.

## Manteniment
El 1990, es va descobrir l'esquerda per corrosió per estrès (SCC) a les cobertes del nucli, donant lloc a una major consciència del manteniment del nucli. Les inspeccions rutinàries de la coberta del nucli es van convertir en obligatòries a la majoria de les centrals nuclears d'arreu del món perquè si es col·lapsés una coberta del nucli, es podria produir una fusió nuclear.
Les cobertes del nucli s'esquerden perquè la calor de les reaccions nuclears combinada amb l'aigua que flueix constantment acaba desgastant les plaques d'acer. Un mètode utilitzat per solucionar aquest problema és reforçar les plaques de coberta del nucli. Això es fa mitjançant un cargol d'ancoratge, que s'utilitza per connectar plaques d'acer addicionals a la superfície de la coberta del nucli, reforçant així l'estructura. Aquest és el mètode més comú utilitzat per arreglar esquerdes a la coberta del nucli, ja que és fàcil i relativament segur. La substitució de la coberta del nucli també és una opció, però no es recomana perquè les plaques esquerdades s'han d'eliminar manualment, deixant els treballadors susceptibles a la radiació.
A la catàstrofe nuclear de Fukushima Daiichi, s'havien descobert esquerdes als seus nuclis. En aquest esdeveniment específic, però, el trencament de la capa central no va ser la causa del desastre nuclear. Diversos altres factors, com el terratrèmol, el tsunami i les avaries d'equips, van causar més danys a la central nuclear. S'ha especulat que si una capa del nucli es col·lapsés a causa de l'esquerda, podria provocar una fusió nuclear catastròfica.